# Centre de technique de planification et d'économie appliquée
Le Centre de technique de planification et d'économie appliquée (CTPEA) est une institution universitaire publique haïtienne fondée par le décret-loi n° 81 publié dans le Moniteur le 21 novembre 1983[réf. souhaitée].
Elle est composée de trois départements d'études : 
- Statistiques, conduisant au diplôme intitulé "Diplôme d'études supérieures en économie appliquée-Option : Statistique""
- Planification, conduisant au diplôme intitulé "Diplôme d'études supérieures en économie appliquée-Option : Planification"
- Économie appliquée, conduisant au diplôme intitulé "Diplôme d'études supérieures en économie appliquée".

Les étudiants sont formés aux techniques de débat, notamment selon les principes de Karl Popper. En fin de cursus, ils sont intégrés dans différents ministères haïtiens, au sein d'unités d'études et de programmation.
Le centre est sous la tutelle du Ministère de la Planification et de la Coopération externe. Il participe à l'Agence universitaire de la Francophonie, notamment pour aider à la création à Haïti d'entreprises à impact social.
En 2020, l'institution suspend ses activités en raison de l'insécurité du quartier d'implantation à Port-au-Prince. Elle les reprend dans un nouveau local en mars 2021.
Une association d'anciens étudiants collabore avec le conseil d'administration du CTPEA pour améliorer la qualité des formations dispensées.
L'économiste Enomy Germain figure parmi les anciens étudiants du CTPEA.